# Macacará
Macacará es un centro poblado peruano, ubicado en el distrito de La Huaca, perteneciente a la provincia de Paita del departamento de Piura, al norte del Perú. En el 2017 tenía una población de 662 habitantes según el INEI.